# Sordevolo

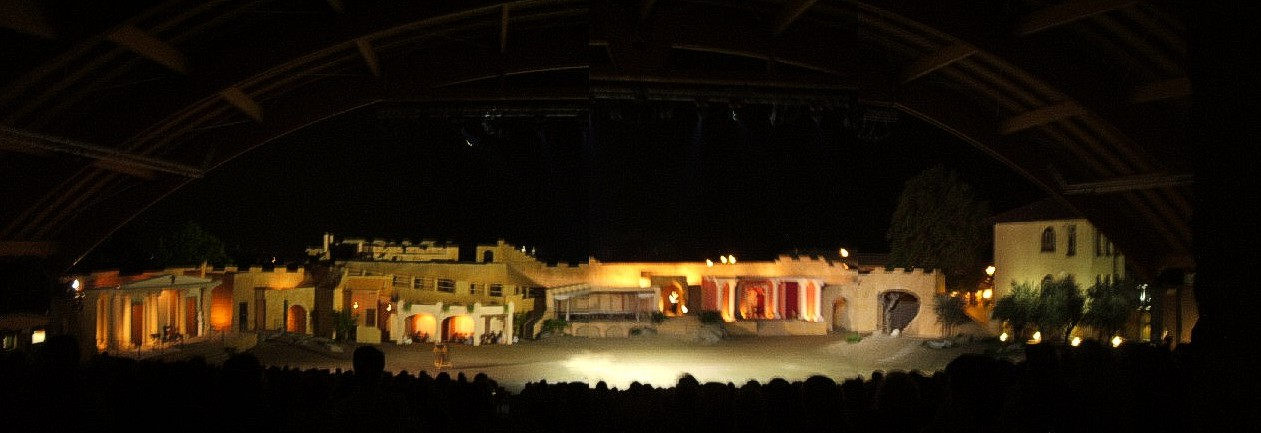
Die Passionsspiele in Sordevolo 2005

Sordevolo ist eine Gemeinde mit 1267 Einwohnern (Stand 31. Dezember 2023) in der italienischen Provinz Biella (BI), Region Piemont.
Die Nachbargemeinden sind Biella, Graglia, Lillianes, Muzzano, Occhieppo Superiore und Pollone.

## Geographie
Das Gemeindegebiet umfasst eine Fläche von 13 km².

## Kultur
Die Gemeinde ist besonders für ihre alle fünf Jahre stattfindenden Passionsspiele bekannt, welche unter Mitwirkung aller Einwohner des Ortes stattfinden.